# Padrino
El padrino o madrina es una figura común en la Iglesia Católica. Asiste a otra persona en ciertos sacramentos, con origen en el siglo II, de origen religioso, y, posteriormente, pasó a obtener diferentes significados dependiendo de la religión y el código civil. Según Corpus Iuris Civilis, el sentido original de patrocinio, y que sigue siendo el más amplio sentido, es un servicio que debe realizar un individuo que tiene una deuda que pagar al padre o madre con el patrocinio de uno o más hijos de la pareja, una especie de tributo voluntario dado a la familia de la pareja a lo largo de toda la vida.no pueden ser Madrina y Padrino del mismo núcleo familiar.

En el pasado, en algunos países, la función conllevaba algunas obligaciones legales, además de responsabilidades religiosas. Tanto desde el punto de vista religioso como civil, un padrino suele ser una persona elegida por los padres para interesarse por la crianza y el desarrollo personal del niño, ofrecer tutoría o reclamar la tutelaía legal del niño si algo les sucediera a los padres. Un padrino varón es un padrino, y una madrina mujer es una madrina. El niño es un ahijado (es decir, ahijado para los niños y ahijada para las niñas).

## En la religión

### En el catolicismo

#### Orígenes
Hacia el siglo II d. C., el bautismo se consideraba principalmente como una ceremonia para la purificación e iniciación social de los niños. El requisito para la confesión de fe requería la presencia de adultos que actuaban como garantes del niño. Pronunciaban la confesión de fe de su representado y garantizaba su educación espiritual. Normalmente estos garantes eran los padres naturales del niño, como hacia el año 408 enfatizaba San Agustín que sugería que, excepcionalmente, podían ser otros individuos. El Corpus Iuris Civilis indica que en un siglo este papel de los padres había sido sustituido por completo. El papel de los padrinos fue clarificado en el año 813 en el Concilio de Múnich, que prohibía a los padres naturales actuar como padrinos de sus propios hijos.
Hacia el siglo V, los padrinos se denominaban "padres espirituales" y, a finales del siglo VI, se les llamaba "compaters" y "commaters", lo que sugiere que se les consideraba co-padres espirituales Esta pauta estuvo marcada por la creación de barreras legales al matrimonio, paralelas a las de otras formas de parentesco. Un decreto de Justiniano, fechado en el año 530, prohibía el matrimonio entre un padrino y su ahijada, y estas barreras continuaron multiplicándose hasta el siglo XI, prohibiendo el matrimonio entre los padres naturales y espirituales, o los directamente relacionados con ellos. A partir del siglo VIII, cuando la confirmación surgió como un rito separado del bautismo, también surgió un segundo conjunto de padrinos, con prohibiciones similares. El alcance exacto de estas relaciones espirituales como impedimento para el matrimonio en el catolicismo no estuvo claro hasta el Concilio de Trento, que lo limitó a las relaciones entre los padrinos, el niño y los padres.

#### Durante la Reforma
Lutero, Zwinglio, y Calvino preservaron el bautismo de niños (y los padrinos bautismales que lo acompañaban) en sus respectivas denominaciones protestantes, a pesar de la oposición de reformadores más radicales como los anabaptistas. Sus respectivas visiones del papel desempeñado por los padrinos diferían de la corriente principal del catolicismo. Lutero se oponía a la prohibición del matrimonio entre padrinos e -hijos, Zwinglio ponía más énfasis en el papel desempeñado por los padres y pastores, y Calvino prefería que los padres biológicos actuaran como padrinos. Entre los calvinistas franceses y los residentes en Ginebra, se convirtió en norma tener un solo padrino; otros calvinistas, sobre todo en Escocia y las colonias inglesas de América, los suprimieron por completo. 
La obligación habitual de los padrinos para los católicos romanos (al menos en Escocia) se recoge en la obra de Nicol Burne Of the praying in Latine (1581) en relación con las oraciones públicas en latín en la iglesia:

...si alguien reza en otra lengua (que no sea la suya), también es conveniente que entienda al menos el significado de las palabras. Por lo cual en la iglesia católica los padres o padrinos están obligados a aprenderles (es decir, a asegurarse de que han aprendido) a quienes tuvieron en el bautismo las formas de oración y creencia, e instruirlos suficientemente en ellas, para que entiendan lo mismo:

#### Bautismo
En el bautismo suelen estar presentes un padrino y una madrina, si bien, puede ser que solo esté uno de ellos. Su función es asistir en su iniciación cristiana al adulto que se bautiza, y, juntamente con los padres, presentar al niño que va a recibir el bautismo y procurar que después lleve una vida cristiana congruente con el bautismo y cumpla fielmente las obligaciones inherentes al mismo.
Para poder actuar como padrino o madrina de bautizo la Iglesia Católica pone algunas condiciones: que haya sido elegido por quien va a bautizarse o por sus padres o por quienes ocupan su lugar o, faltando estos, por el párroco o ministro; que tenga capacidad para esta misión e intención de desempeñarla; que haya cumplido dieciséis años, a no ser que el Obispo diocesano establezca otra edad, o que, por justa causa, el párroco o el ministro consideren admisible una excepción; que sea católico, esté confirmado, haya recibido ya el Santísimo Sacramento de la Eucaristía y lleve, al mismo tiempo, una vida congruente con la fe y con la misión que va a asumir; que no esté afectado por una pena canónica, legítimamente impuesta o declarada; y que no sea el padre o la madre de quien se ha de bautizar.

#### Confirmación
Cuando se recibe el sacramento de la confirmación, un padrino acompaña al receptor del sacramento. Su función en este caso es testimonial.
No tiene por qué ser el padrino del bautismo. En este caso puede ser solo un padrino o una madrina o un matrimonio (pareja de padrino y madrina).[cita requerida]

#### Matrimonio
En el sacramento del matrimonio el derecho canónico no establece que haya padrinos sino testigos, aunque es frecuente, especialmente en Iberoamérica, llamar padrinos a estos testigos, y, al no haber oposición por parte de los pastores de las iglesias particulares, se considera una costumbre aceptada.
Es común que estos "padrinos" acompañen hasta el altar al novio del sexo opuesto. No tienen por qué ser los padrinos del bautismo o confirmación de ninguno de los novios. En España, la madrina habitualmente es la madre del novio, y el padrino el padre de la novia.

### En el judaísmo
El padrino puede ser la persona que sostiene a la persona que va a ser circuncidada, en este caso actúa como sandek.
O el que toma al niño de los brazos de la madre y lo lleva a la habitación donde se va a circuncidar en este caso se denomina kvater.

### Prácticas modernas

#### Comunión Anglicana
La Iglesia de Inglaterra, la Iglesia madre de la Comunión Anglicana, mantuvo los padrinos en el bautismo, eliminando formalmente las barreras matrimoniales en 1540, pero la cuestión del papel y el estatus de los padrinos siguió siendo objeto de debate en la Iglesia inglesa. Fueron abolidos en 1644 por el Directorio de Culto Público promulgado por el régimen parlamentario de la Guerra Civil Inglesa. régimen parlamentario, pero siguieron utilizándose en algunas parroquias del norte de Inglaterra. Tras la Restauración en 1660, fueron reintroducidos en el anglicanismo, con objeciones ocasionales, pero abandonados por casi todas las iglesias disidentes. Hay algunas pruebas de que la institución restaurada había perdido parte de su importancia social, así como su universalidad.
En la actualidad, en la Iglesia de Inglaterra, los parientes pueden ser padrinos, y aunque no está claro que los padres puedan ser padrinos, a veces lo son. Los padrinos deben estar bautizados y confirmados (aunque no está claro en qué Iglesia), pero se puede renunciar al requisito de la confirmación. Los clérigos no están obligados a bautizar a los que no proceden de sus parroquias, y el bautismo puede retrasarse razonablemente para que se cumplan las condiciones, incluidos los padrinos adecuados. En consecuencia, cada clérigo tiene un amplio margen de discreción sobre las cualificaciones de los padrinos. Muchos "ritos anglicanos contemporáneos también requieren que los padres y padrinos respondan en nombre de los candidatos [bautismales] infantiles" 

#### Iglesias luteranas
Los luteranos siguen una teología de los padrinos similar a la de los católicos romanos. Creen que los padrinos "ayudan [a los niños] en su educación cristiana, especialmente si pierden a sus padres". Los luteranos, como los católicos romanos, creen que un padrino debe ser un cristiano bautizado y confirmado. Algunos luteranos también siguen la tradición católica romana que un cristiano que no está afiliado a la denominación luterana puede servir como un testigo en lugar de un padrino.

#### Iglesia Ortodoxa
La institución ortodoxa del padrinazgo ha sido la menos afectada por el cambio de las principales tradiciones. En algunas iglesias ortodoxas (Serbia, Griega), normalmente el padrino (kum, кум, koumbaros) o la madrina (kuma, кума, koumbara) de la boda de una pareja actúan como padrinos del primer hijo o de todos los hijos del matrimonio. En algunos casos, el padrino es responsable de dar nombre al niño. El padrino de un niño actuará entonces como padrino en la boda del niño. Se espera que los padrinos estén al corriente de sus obligaciones con la Iglesia ortodoxa, incluidas sus normas sobre divorcio, y que sean conscientes del significado y las responsabilidades de su papel.

#### Iglesia católica
.

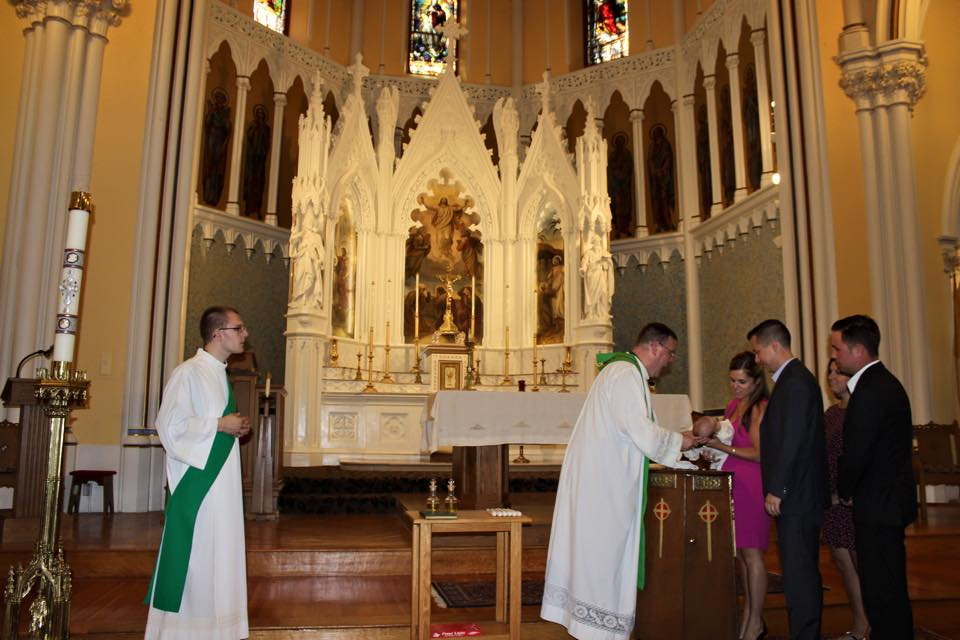
Niña bautizada con sus padres y padrinos

La institución católica del padrinazgo sobrevivió a la Reforma prácticamente sin cambios. Normalmente, un padrino debe ser una persona apropiada, de al menos dieciséis años de edad, un católico confirmado que haya recibido la Eucaristía, que no esté bajo ninguna pena canónica, y no puede ser el padre o la madre del niño. Alguien que pertenezca a otra iglesia cristiana no puede ser padrino, pero puede ser "testigo" junto con un padrino católico. Un testigo no tiene ninguna función religiosa reconocida por la Iglesia.
En 2015, el Vaticano declaró que los católicos transexuales no pueden ser padrinos, afirmando en respuesta a la consulta de un hombre transexual que la condición de transexual "revela de manera pública una actitud opuesta al imperativo moral de resolver el problema de la identidad sexual según la verdad de la propia sexualidad" y que, "[p]or lo tanto, es evidente que esta persona no posee el requisito de llevar una vida según la fe y en la posición de padrino y, por lo tanto, no puede ser admitida a la posición de padrino o madrina. "

## Tradiciones chinas
Algunas comunidades chinas practican la costumbre de emparejar a un niño con un pariente o amigo de la familia que se convierte en la madrina (yimu / ganma 義母/乾媽) o el padrino (yifu / gandie 義父/乾爹). Esta práctica es en gran medida de naturaleza no religiosa, pero se realiza comúnmente para fortalecer los vínculos o para cumplir el deseo de un adulto sin hijos de tener un "hijo/hija". En la mayoría de los casos, se elige un día propicio en el que se celebra una ceremonia en la que el ahijado presenta sus respetos a su nuevo padrino/madrina en presencia de familiares o amigos.
Alternativamente, como ya es habitual en el parentesco chino utilizar términos de parentesco entre personas que no están emparentadas (por ejemplo, dirigirse a un compañero de trabajo respetado como "hermano" o al amigo del padre de uno puede llamarsele "tío"), un amigo mayor o un amigo de la familia con una profunda amistad y una diferencia de edad suficiente también se dirigirá informalmente al otro como su padrino o ahijado, un gesto que suele iniciar la persona mayor.

## En el mundo de la cooperación
Padrino es aquella persona que efectúa un apadrinamiento. El apadrinamiento permite cooperar en la mejora de las condiciones de vida de un niño o niña de una población vulnerable, las de su familia y su entorno mediante proyectos de desarrollo que benefician a toda una comunidad. Por este motivo tanto los niños apadrinados como los que no lo están se benefician de los mismos programas, recibiendo educación, una alimentación adecuada y atención médica cuando la precisan.[cita requerida]. Véase Acogimiento familiar, Plan España.

## Literatura y folclore
Los padrinos son rasgos notables de los cuentos de hadas y del folclore escrito a partir del siglo XVII y, por extensión, han encontrado su camino en muchas obras de ficción modernas. En el Padrino de la Muerte, presentado por los hermanos Grimm, el arquetipo es, inusualmente, un padrino sobrenatural. Sin embargo, la mayoría son hadas madrinas, como en las versiones de Cenicienta, La Bella Durmiente y El Pájaro Azul. Esta característica puede reflejar simplemente el entorno católico en el que se crearon, o al menos se registraron, la mayoría de los cuentos de hadas y el papel aceptado de los padrinos como ayudantes ajenos a la familia, pero la feminista Marina Warner sugiere que pueden ser una forma de cumplimiento de deseos por parte de las narradoras.